# Halophiloscia ischiana
Halophiloscia ischiana is een pissebed uit de familie Halophilosciidae. De wetenschappelijke naam van de soort is voor het eerst geldig gepubliceerd in 1933 door Verhoeff.